# Austrijsko-pruski rat
Austrijsko-pruski rat (u Njemačkoj znan kao Njemački rat, Deutscher Krieg), Sedmotjedni rat, Njemački građanski rat, Rat za ujedinjenje i Rat braće (Bruderkrieg) je rat koji je vođen 1866. između Austrijskog Carstva i njegovih njemačkih saveznika s jedne strane te Pruske, njenih njemačkih saveznika i Italije s druge strane. U procesu ujedinjenja Italije ovaj rat je nazvan „Trećim talijanskim ratom za nezavisnost”.
Posljedica ovog rata bila je dominacija Pruske u Njemačkom savezu na račun Austrije što je bio veliki korak prema budućem ujedinjenju Njemačke te je ojačalo talijansku želju za ujedinjenjem. Rat je utjecao i na Kraljevstvo Hannover kojim su vladali engleski plemići. Tijekom rata Hannover je ujedinjen s Pruskom, a njeni vladari su izgubili titule.

## Uzroci
Stoljećima su Svetim Rimskim Carstvom vladali Habsburzi kao vladari cijelog prostora današnje Njemačke. Srednju Europu je činilo nekoliko većih država i nekoliko stotina malih državica (grofovija, biskupija, kneževina, slobodnih gradova), od kojih je svaka ljubomorno čuvala relativnu nezavisnost stavljajući se pod zaštitu neke veće sile, pogotovo Francuske ili Austrije.
Zemlje Habsburga, tradicionalno se smatralo vođom svih njemačkih država, ali Pruska je značajno ojačala i do kraja 18. stoljeća smatrana je jednom od najvećih sila u Europi. Poslije Napoleonskih ratova, sve njemačke države (bivše teritorije Svetog rimskog carstva) činile su slabu konfederaciju pod vođstvom Austrije.

## Vanjske poveznice
- Daljne informacije o ratu, Njemački  Arhivirana inačica izvorne stranice od 13. srpnja 2006. (Wayback Machine)